# 안좌초등학교 내호분교
안좌초등학교 내호분교는 대한민국 전라남도 신안군 안좌면에 있었던 초등학교이다.

## 연혁
- 1958년 5월 22일 안좌국민학교 내호분실 설립 인가
- 1958년 12월 20일 내호분실 개설
- 1960년 4월 1일 안좌국민학교 내호분교장 개편
- 1967년 4월 1일 도서벽지학교 '을'급 지정
- 1969년 3월 10일 안좌서국민학교 내호분교장 개편
- 1986년 1월 1일 도서벽지학교 '나'급 조정
- 1989년 3월 1일 안좌국민학교 내호분교장 개편
- 1996년 3월 1일 안좌초등학교 내호분교 개칭
- 2001년 3월 1일 폐교 및 안좌초등학교 통폐합